# Herói da Bielorrússia
Herói da Bielorrússia (bielorrusso: Герой Беларусi, łacinka Hieroj Biełarusi; russo: Герой Беларуси, transcrito Geroy Belarusi) é o título mais alto que um cidadão bielorrusso pode receber. Estabelecido em 1995, o título é entregue a personalidades "cujas ações são de grande efeito para a Bielorrússia", por feitos militares, econômicos ou serviços ao estado e a sociedade. A estampa é similar ao predecessor, Herói da União Soviética. Títulos similares a este, são os de Herói da Federação Russa e Herói da Ucrânia, estes três, eram unidos em somente um, Herói da União Soviética. Desde a criação, o título foi atribuído a 14 pessoas.

## Criação
O título foi criado pelo Soviete Supremo da Bielorrússia em 13 de abril de 1995, de acordo com a aprovação da Resolução N 3726-XII, intitulada “Sistema de Subsídios Estatais para a República da Bielorrússia”. Juntamente com o título de Herói da Bielorrússia, a resolução autorizou a criação de medalhas, ordens, e títulos que podem ser apresentados pelo governo bielorrusso. A criação dos prêmios foi uma homenagem para aqueles que fizeram contribuições valiosas para a Bielorrússia, independentemente de terem sido feitas por um cidadão bielorrusso ou por um estrangeiro.

## Processo de recomendação e premiação
Para receber o título, uma pessoa deve realizar uma escritura que beneficie o Estado e a sociedade bielorrussa ao longo do tempo. O título pode ser concedido a quem presta serviço militar, no serviço público ou em empresas privadas. É concedido a um indivíduo apenas uma vez e também póstumamente. O critério oficial está indicado no Capítulo 2, Artigo 6º da Resolução N 3.726-XII.  O Capítulo 3, Artigo 60 da Resolução N 3.726-XII permite que qualquer grupo (associação) de trabalhadores apresente recomendação (petição) para que um indivíduo obtenha o título. Também são elegíveis para fazer candidaturas ao título os órgãos governamentais, a Assembleia Nacional, o Conselho de Ministros, o gabinete oficial e o sindicato público, entre outros. O candidato é avaliado e, caso seja considerado digno, a nomeação é encaminhada ao Conselho de Ministros e depois ao Presidente da República.
Segundo a Constituição bielorrussa, o Presidente da República tem o poder de fazer concessões estatais. Para anunciar uma concessão, o presidente emite um decreto conferindo o título a uma pessoa. Dentro de dois meses, o título será apresentado pelo presidente em um ambiente formal, geralmente no Palácio Presidencial na capital, Minsk. Será também entregue ao premiado um certificado (gramota), assinado pelo Presidente da República.

## Privilégios
A Lei 3.599-XII, instituída em 21 de fevereiro de 1995, prometia aos que tivessem recebido títulos, altas menções e ordens na União Soviética, a manutenção dos benefícios anteriormente concedidos. A mesma lei permitiu que aqueles que receberam títulos bielorrussos e veteranos da Grande Guerra Patriótica recebessem os mesmos benefícios. Os seguintes reconhecimentos estão entre os abrangidos pela lei: Herói da União Soviética, Herói do Trabalho Socialista, Ordem da Glória e Ordem da Glória do Trabalho. Seguem-se exemplos de benefícios garantidos pelo Governo bielorrusso:
- direito ao primeiro acesso a cuidados de saúde gratuitos para si e para os seus cônjuges. Quem não usufruir deste benefício será pago com um valor em dinheiro determinado pelo Conselho de Ministros. (Lei 3.599-XII, Capítulo 2, Artigo 4º)
- direito ao primeiro acesso aos sanitários, dispensários, pensões, centros recreativos e residências turísticas do Estado. O custo destas instalações não deve ser superior a 25% do custo total. (Lei 3.599-XII, Capítulo 2, Artigo 4º)
- aluguel gratuito de casas, utilidades e serviços. (Lei 3.599-XII, Capítulo 2, Artigo 5º)
- uma viagem gratuita de ida e volta de trem, avião ou van. (Lei 3.599-XII, Capítulo 2, Artigo 6º)
- custos, gratuitos ou reduzidos, para registar patentes na Bielorrússia.[3]

Alguns destes benefícios também foram organizados pelos vizinhos bielorrussos. Se o Herói falecer, os benefícios permanecerão com seu cônjuge, desde que ele não se case novamente e tenha idade suficiente para receber a pensão. O critério é o mesmo para os cônjuges no que diz respeito às concessões já mencionadas.

## Receptores
De acordo com o Artigo 3 da Lei da República da Bielorrússia de 18 de maio de 2004 No. 288-Z “Sobre Prêmios Estatais da República da Bielorrússia”, o título pode ser concedido não apenas a cidadãos da república, mas também a estrangeiros cidadãos e apátridas. Até à data, o título foi atribuído apenas a cidadãos da Bielorrússia. Este título pode ser concedido postumamente. Nesse caso, o prêmio estadual e seus documentos são transferidos para os herdeiros do premiado falecido, mas estes não têm o direito de usá-lo.

### Lista de Heróis da Bielorrússia
| Número | Foto | Nome                               | Profissão ou cargo no momento da premiação | Data da premiação       | Número do Decreto do Presidente da República da Bielorrússia | Motivo da premiação |
| ------ | ---- | ---------------------------------- | --- | ----------------------- | ------------------------------------------------------------ | --- |
| 1      |      | Vladimir Korvat (póstumamente)     | Tenente-coronel da Força Aérea Bielorrussa | 21 de novembro de 1996  | 484                                                          | Pela coragem e heroísmo demonstrados no desempenho do dever militar |
| 2      |      | Pavel Mariev                       | Diretor Geral da Associação de Produção BelAZ - Diretor da Fábrica de Automóveis da Bielorrússia | 29 de junho de 2001     | 360                                                          | Pelo trabalho dedicado e serviços excepcionais no desenvolvimento da indústria automotiva nacional                                                                                            |
| 3      |      | Alexander Dubko (póstumamente)     | ex-presidente do comitê executivo regional de Grodno | 30 de junho de 2001     | 361                                                          | Por serviços excepcionais ao estado e à sociedade |
| 4      |      | Mikhail Karchmit                   | Presidente do Conselho da empresa coletiva - complexo agrícola "Snov" do distrito de Nesvizh | 30 de junho de 2001     | 362                                                          | Pelo trabalho altruísta e serviços excepcionais no desenvolvimento da produção agrícola |
| 5      |      | Vitaly Kremko                      | Presidente da empresa coletiva agrícola "Outubro" da região de Grodno | 30 de junho de 2001     | 362                                                          | Pelo trabalho altruísta e serviços excepcionais no desenvolvimento da produção agrícola |
| 6      |      | Mikhail Vysotsky                   | Diretor Geral da Empresa Unitária Republicana Científica e de Engenharia "Belavtotractorostroyeniye" da Academia Nacional de Ciências da Bielorrússia                                                                           | 1 de março de 2006      | 135                                                          | Por serviços excepcionais no desenvolvimento socioeconómico da República da Bielorrússia |
| 7      |      | Pyotr Petrovich                    | Presidente do Conselho do Banco Nacional da República da Bielorrússia | 1 de março de 2006      | 135                                                          | Por serviços excepcionais no desenvolvimento socioeconómico da República da Bielorrússia |
| 8      |      | Vasily Revyako                     | Presidente da cooperativa de produção agrícola "Progress-Vertelishki" da região de Grodno | 1 de março de 2006      | 135                                                          | Por serviços excepcionais no desenvolvimento socioeconómico da República da Bielorrússia |
| 9      |      | Mikhail Savitsky                   | Chefe da Instituição Cultural do Estado “Oficinas Acadêmicas Criativas de Pintura, Gráfica e Escultura” | 1 de março de 2006      | 135                                                          | Por serviços excepcionais no desenvolvimento socioeconómico da República da Bielorrússia |
| 10     |      | Filaret (Vakhromeev)               | Metropolita de Minsk e Slutsk, Exarca Patriarcal de toda a Bielorrússia | 1 de março de 2006      | 137                                                          | Pela contribuição pessoal excepcional para o renascimento espiritual do povo bielorrusso, fortalecendo a amizade e os laços fraternos entre os povos, desenvolvendo o diálogo inter-religioso |
| 11     |      | Daria Domracheva                   | Atleta-instrutora da seleção nacional de biatlo da República da Bielorrússia | 17 de fevereiro de 2014 | 66                                                           | Por alta habilidade profissional e conquistas esportivas excepcionais |
| 12     |      | Nikita Kukonenko (póstumamente)    | piloto da unidade de aviação de treinamento de combate do esquadrão de aviação de treinamento de combate da 116ª Base de Aviação de Ataque de Guardas da Força Aérea e das Forças de Defesa Aérea das Forças Armadas, tenente   | 24 de novembro de 2021  | 457                                                          | Pela coragem e heroísmo demonstrados no desempenho do dever militar |
| 13     |      | Andrey Nichiporchik (póstumamente) | comandante da unidade de aviação de treinamento de combate do esquadrão de aviação de treinamento de combate da 116ª Base de Aviação de Ataque de Guardas da Força Aérea e das Forças de Defesa Aérea das Forças Armadas, major | 24 de novembro de 2021  | 457                                                          | Pela coragem e heroísmo demonstrados no desempenho do dever militar |
| 14     |      | Marina Vaciliouskaia               | cosmonauta da República da Bielorrússia | 9 de abril de 2024      | 142                                                          | Pela coragem demonstrada durante o voo espacial, contribuição pessoal significativa para a exploração espacial                                                                                |